# Dżewdet Czakyrow
Dżewdet Ibrjam Czakyrow, bułg. Джевдет Ибрям Чакъров (ur. 8 sierpnia 1960 w Asenowgradzie) – bułgarski polityk i lekarz narodowości tureckiej, od 2005 do 2009 minister ochrony środowiska i zasobów wodnych, poseł do Zgromadzenia Narodowego.

## Życiorys
Ukończył studia medyczne na Uniwersytecie Medycznym w Płowdiwie, w 1991 uzyskał specjalizację z zakresu chirurgii. Później specjalizował się również w zarządzaniu placówkami służby zdrowia. W 1986 podjął praktykę zawodową w szpitalu w miejscowości Łyki, a w 1988 został asystentem na macierzystej uczelni.
Po 1990 zaangażował się w działalność polityczną w ramach ruchu skupiającego bułgarskich Turków. W 1996 został członkiem władz wykonawczych Ruchu na rzecz Praw i Wolności, w 2001 powierzono mu odpowiedzialność za kontakty zagraniczne partii (w tym relacje z międzynarodówką liberalną). W 2005 został wybrany na wiceprzewodniczącego oraz członka biura Międzynarodówki Liberalnej.
W 2001 po raz pierwszy uzyskał mandat posła do Zgromadzenia Narodowego z listy Ruchu w okręgu wyborczym Dobricz. W parlamencie m.in. stanął na czele komisji ds. ochrony środowiska i zasobów wodnych. Z powodzeniem ubiegał się o poselską reelekcję w wyborach w 2005, 2009, 2013, 2014, 2017, kwietniu, lipcu i listopadzie 2021, 2022 i 2023.
W sierpniu 2005 uzyskał nominację na ministra ochrony środowiska i zasobów wodnych w rządzie Sergeja Staniszewa. Urząd ten sprawował do lipca 2009. W lutym 2024 został powołany na współprzewodniczącego DPS (obok Delana Peewskiego).
W wyborach w czerwcu 2024 uzyskał mandat posła 50. kadencji oraz mandat deputowanego do Parlamentu Europejskiego, decydując się przyjąć pierwszy z nich i pozostać w krajowym parlamencie. Wkrótce po tych wyborach w DPS doszło do wewnętrznego konfliktu między frakcją Delana Peewskiego, a grupą wspierającą honorowego przewodniczącego Achmeda Dogana, do której zaliczał się również Dżewdet Czakyrow. W klubie poselskim przewagę utrzymała pierwsza z nich, wykluczając ze swoich szeregów przedstawicieli drugiej frakcji. Do kolejnych wyborów krajowych z października 2024 frakcja ta przystąpiła ostatecznie pod szyldem APS (konkurując z kierowanym przez Delana Peewskiego komitetem DPS-NN, którego Ruch na rzecz Praw i Wolności stał się formalnym uczestnikiem). Dżewdet Czakyrow z ramienia APS uzyskał wówczas poselską reelekcję.